# Руппертсвайлер
Руппертсвайлер (нім. Ruppertsweiler) — громада в Німеччині, розташована в землі Рейнланд-Пфальц. Входить до складу району Південно-Західний Пфальц. Складова частина об'єднання громад Пірмазенс-Ланд.
Площа — 4,78 км2. Населення становить 1498 ос. (станом на 31 грудня 2020).